# Bitva u Turckheimu
Bitva u Turckheimu byla střetnutí francouzsko-nizozemské války, které bylo svedeno 5. ledna 1675 mezi městy Colmarem a Turckheimem v Alsasku. Bojovalo zde francouzské vojsko, kterému velel maršál Turenne, proti armádám habsburské monarchie a Braniborska, vedeným Fridrichem Vilémem.
Útočné tažení Ludvíka XIV. proti Spojeným provinciím vyprovokovalo nepřátelství dalších evropských států jako bylo habsburské soustátí, které ovládalo Svatou říši římskou, a Braniborsko. Jejich intervence rozšířila válku i na horní tok Rýna, což bylo hrozbou pro nová francouzská teritoria. Roku 1674 maršál Turenne, francouzský velitel v tomto sektoru, nezvládl zabránit vpádu částí říšského vojska do Alsaska. S příchodem konce roku se císařští nakvartýrovali na zimu do okolí Colmaru, několik mil na jih od francouzských zimních ubikací, situovaných v Haguenau.
Podle běžných válečných zvyklostí se měly vojenské operace během chladnějšího období zastavit a generálové měli jen udržovat armády až do návratu jara. Avšak Turenne se rozhodl tento zvyk nedodržet. Využil linii pohoří Vogéz jako ochranné clony, odebral se na západ a pak na jih, kterýmžto manévrem obešel císařské pozice tak, že se 27. prosince 1674 velice překvapivě objevil u Belfortu, jižně od protivníka. Neshledal se s žádným odporem a dosáhl Mylhúz 29. prosince. Překvapení císařští se začali spěšně soustřeďovat na Turckheim. Turenne našel 5. ledna 1675 odpoledne císařskou armádu velice dobře položenou.
Nadcházející střetnutí nemělo standardní parametry 17. století. Turenne, jenž pochodoval se svým levým křídlem nalepeným k horám, v čele pouze asi jedné třetiny svého vojska vpadl do boku nejzazšího pravého křídla naplánovaného nepřátelského rozestavení. Přítomnost císařských, rozestavených před zbytkem francouzských sil, nenarušila jeho plány. Rychlost útočících (kteří s sebou netáhli dělostřelectvo) a početní převaha na jednom úseku rozvrátila a demoralizovala obránce, kteří ihned prchali, aniž by k tomu byli nuceni velkými ztrátami. Nyní, když byly jeho zimní kvartýry ohroženy, byl Fridrich Vilém přinucen opustit Alsasko, překročit Rýn a vrátit se během příštího týden do Němec.
Toto tažení je považováno za jedno z nejpříkladnějších v 17. století. Maršál Turenne zde ukázal, jak dvěma nepřímými manévry (jedním strategickým a jedním taktickým) zbavit Francii vpádu a utrpět při tom jen nepatrné ztráty.